# Джеймс Фрей
Джеймс Фрей (на английски: James Frey) е американски продуцент и писател на бестселъри в жанра фентъзи, трилър, съвременен роман и документалистика. Пише и под общия псевдоним Питакъс Лор (на английски: Pittacus Lore) с Джоуби Хюз (на английски: Jobie Hughes).

## Биография и творчество
Джеймс Кристофър Фрей е роден на 12 септември 1969 г. в Кливланд, Охайо, САЩ. Има брат. През 1981 г. се премества с родителите си в Мичиган. След завършване на гимназията през 1988 г. учи в университета „Денисън“ в Гренвил, Охайо, и в Школата на Института по изкуство в Чикаго.
През 1993 г. в продължение на 2 месеца се лекува от алкохолизъм в клиниката „Хейзълдън“ в Минесота. След това работи различни временни работи в Чикаго. През 1996 г. се премества в Лос Анджелис, където работи като сценарист и продуцент.
Докато работи в Лос Анджелис започва да пише първия си роман „A Million Little Pieces“ (Милион малки парченца). Първоначално предлага да издаде ръкописа като художествена творба, но не е приет от издателите. През 2003 г. романът е публикуван като автобиографичен. В него авторът се представя за наркоман и престъпник, лежал в затвора, където е срещнал различни личности. Творбата бързо става бестселър. През 2005 г. е издадено и продължението „My Friend Leonard“, който също е бестселър. През 2006 г. се разкрива, че всъщност по-голямата част от книгите са художествена измислица, за което писателят е критикуван, но това не намалява търсенето на произведенията.
През 2008 г. Фрей публикува романа си „Bright Shiny Morning“, който е хроника за съвременен Лос Анджелис и представя живота на десетки типажи от областта на изкуството. Иновативният подход на книгата и аналогиите с различни личности правят романа бестселър, макар критиката да не е еднозначна в оценките си.
През 2009 г. Фрей създава продуцентската компания „Full Fathom Five“ за интегрирани медийни продукти. Една от насоките, в които компанията работи, е да се създадат романи бестселъри (подобни на „Здрач“) в сътрудничество със студенти, на които се заплащат малки суми за представените идеи.
През 2010 г. е публикуван първият фентъзи трилър „Аз съм номер Четири“ от поредицата „Заветите на Лориен“ под псевдонима Питакъс Лор, написан в съавторство с младия писател Джоуби Хюз, завършил творческо писане в Колумбийския университет. Едновременно с издаването на книгата е екранизиран и едноименният филм по нея, с участието на Алекс Петифър, Тимъти Олифант и Тереса Палмър. Романите от поредицата бързо стават бестселъри. По идеите и героите от поредицата е създадена и съпътстващата поредица „Аз съм номер четири: Изгубените досиета“, представяща предисторията на героите.
През 2011 г. е издаден вторият му самостоятелен роман, трилърът „The Final Testament of the Holy Bible“ (Последният завет на Библията).
През 2014 г., в съавторство с писателя Нилс Джонсън-Шелтън, е публикуван първият фентъзи трилър „Поканата“ от фантастичната поредицата „Последната игра“.
Джеймс Фрей живее със семейството си в Ню Йорк и Ню Канаан.

## Произведения

### Като Джеймс Фрей

#### Самостоятелни романи
- Bright Shiny Morning (2008)
- The Final Testament of the Holy Bible (2011)
- Katerina (2018)

#### Серия „Последната игра“ (Endgame) – сНилс Джонсън-Шелтън
1. The Calling (2014)
Поканата, изд.: „Егмонт България“, София (2014), прев. Александър Маринов
2. Sky Key (2015)
Ключ небе, изд.: „Егмонт България“, София (2014), прев. Ангел Ангелов
3. Rules of the Game (2016)

##### Серия „Последната игра: Дневниците на обучението“ (Endgame: The Training Diaries)
1. Origins (2014)
2. Descendant (2015)
3. Existence (2015)

##### Серия „Последната игра: Хрониките на нулевата линия“ (Endgame: The Zero Line Chronicles)
1. Incite (2016)
2. Feed (2016)
3. Reap (2016)

##### Серия „Последната игра: Архивът на бегълците“ (Endgame: The Fugitive Archives)
1. Project Berlin (2016)
2. The Moscow Meeting (2017)
3. The Buried Cities (2017)

#### Документалистика
- A Million Little Pieces (2003)
- My Friend Leonard (2005)
- Insomniac (2016)

### Като Питакъс Лор

#### Серия „Заветите на Лориен“ (Lorien Legacies)
1. I Am Number Four (2010)
Аз съм номер четири, изд.: ИК „Колибри“, София (2011), прев. Лилия Трендафилова
2. The Power of Six (2011)
Силата на шестимата, изд.: ИК „Колибри“, София (2011), прев. Величка Павлова
3. The Rise of Nine (2012)
Възходът на деветимата, изд.: ИК „Колибри“, София (2014), прев. Милена Томова
4. The Fall of Five (2013)
5. The Revenge of Seven (2014)
6. The Fate of Ten (2015)
7. United as One (2016)

##### Серия „Аз съм номер четири: Изгубените досиета“ (I Am Number Four: The Lost Files)
1. Six's Legacy (2011)
2. Nine's Legacy (2012)
3. The Fallen Legacies (2012)
4. The Search for Sam (2012)
5. The Last Days of Lorien (2013)
6. The Forgotten Ones (2013)
7. Five's Legacy (2014)
8. Return to Paradise (2014)
9. Five's Betrayal (2014)
10. The Fugitive (2014)
11. The Navigator (2015)

##### Серия „Възроденото наследство на Лориен“ (Lorien Legacies Reborn)
1. Generation One (2017)
2. Fugitive Six (2018)
3. Return to Zero (2019)